# Андрей Бласков
Андрей Бласков болг. Андрей Райков Блъсков; нар. 25 лютого 1857, Шумен — пом. 27 листопада 1943, Софія — болгарський офіцер, генерал-майор, командувач 5-го піхотного Дунайського полку під час Сербсько-болгарської війни 1885.

## Біографія
Народився 25 лютого 1857 року в місті Шумен. Син вчителя Райко Бласкова та брат письменника Ілії Бласкова. У 1875 році закінчив Априловську гімназію. Навчався в болгарському училищі в Бухаресті та в Одеському військовому училищі.

## Російсько-турецька війна (1877—1878)
Під час Російсько-турецької війни (1877-1878) був ополченцем IV-ї роти ІІ-го Ополченського батальона. Брав участь у битвах при Стара Загора та Шипка. Нагороджений за мужність «Георгіївським хрестом» IV ступеня.

## Сербсько-болгарська війна (1885)
Під час Сербсько-болгарської війни (1885) був командиром 5-го піхотного Дунайського полку (від 13 вересня 1885). За участь у війні він був нагороджений орденом «За хоробрість» IV ступеня. Здобув звання майора.

## Балканська війна (1912—1913)
Під час Балканської війни (1912—1913) був мобілізований і служив в Головному тиловому управлінні.
Помер 27 листопада 1943 року в Софії.

## Нагороди
- Орден «За хоробрість» III і IV ступеня
- Золотий військовий хрест «За хоробрість» I ступеня
- Орден «За військові заслуги» II ступеня
- Орден «Святої Анни» II ступеня